# Aiden McGeady
Aiden John McGeady (* 4. dubna 1986 Glasgow) je irský profesionální fotbalista skotského původu, který hraje na pozici křídelníka za skotský klub Hibernian FC. Mezi lety 2004 a 2017 odehrál také 91 utkání v dresu irské reprezentace, ve kterých vstřelil 5 branek.
V roce 2008 získal ve Skotsku ocenění pro nejlepšího hráče dle hráčské asociace SPFA (Scottish Professional Footballers' Association). Jeho otec byl také profesionální fotbalista.

## Klubová kariéra

### Celtic Glasgow
Za Celtic debutoval v 18 letech proti týmu Heart of Midlothian. V sezóně 2005/06 brzděn přetrvávajícím zraněním kolena a tak dostávali šanci hráči Shaun Maloney a Shunsuke Nakamura. V další sezóně odešel Maloney do Aston Villy a Aidenovi už nic nebránilo nastupovat pravidelně do sestavy.
Sezóna 2007/08 byla pro McGeadyho ještě úspěšnější. Dokázal vstřelit 8 branek a zaznamenal 24 asistencí. Za svoje výkony byl odměněn cenami SPFA Player of the Year a Young Player of the Year. Další sezóna nebyla vůbec dobrá. Utrpěl zranění a navíc se pohádal s manažerem Tonym Mowbrayem. Navíc Celtic skončil na druhém místě za Rangers.
V sezóně 2009/10 nastoupil k 34 zápasům v nichž přispěl 7 góly a 16 asistencemi.

### Spartak Moskva
Na začátku srpna 2010 přestoupil do ruského Spartaku Moskva za 9,5 miliónů liber. Podepsal 4,5letou smlouvu. Svůj debut zde si odbyl 11. září v lize proti týmu Saturnu (výhra 2:1). 24. září 2010 vstřelil svůj první gól za Spartak, když doma remizovali 2:2 s Amkarem Perm.

### Everton
V lednu 2014 se dohodl na přestupu do anglického prvoligového celku Everton FC, kde podepsal kontrakt na 4 roky. Svůj první ligový gól za Everton vstřelil 16. srpna proti Leicesteru City, zápas skončil remízou 2:2.

## Reprezentační kariéra
Za irskou seniorskou reprezentaci nastoupil poprvé 2. června 2004 proti Jamajce (výhra 1:0). V kvalifikaci na EURO 2012 vstřelil v základní skupině B celkem 2 góly. Irsko se umístilo s 21 body na konečné druhé příčce tabulky za prvním Ruskem a postoupilo do baráže o EURO 2012.